# Eric Dolphy
Eric Allan Dolphy, Jr., född 20 juni 1928 i Los Angeles i Kalifornien, död 29 juni 1964 i Berlin i dåvarande Västtyskland, var en amerikansk jazzmusiker. Han spelade bland annat altsaxofon, tvärflöjt och basklarinett. Under sin karriär samarbetade han med bland andra Charles Mingus, John Coltrane, Booker Little, Oliver Nelson och Ornette Coleman.
Eric Dolphy avled av misstag i Berlin den 29 juni 1964, efter att ha hamnat i koma orsakat av ej diagnostiserad diabetes. En del detaljer om hans död är fortfarande ifrågasatta.

## Diskografi i urval
- 1960 – Outward Bound (New Jazz)
- 1960 – Out There (New Jazz)
- 1961 – At the Five Spot, Vol. 1 (New Jazz) (live)
- 1961 –  The Blues and the Abstract Truth (Impulse!) (med Oliver Nelson)
- 1962 – Far Cry (New Jazz)
- 1964 – Out to Lunch! (Blue Note)